# Нестеров, Николай Степанович
Николай Степанович Нестеров (1860—1926) — русский лесовод, профессор Петровской земледельческой и лесной академии.

## Биография
Родился 23 октября (4 ноября) 1860 года в крестьянской семье в Вятской губернии.
Окончил Сарапульское реальное училище (1875—1879) и химико-технологическое отделение дополнительного класса Петровского реального училища в Ростове-на-Дону (1879—1880). В 1884 году окончил лесное отделение Петровской земледельческой и лесной академии и был оставлен в академии на кафедре лесоводства у профессора М. К. Турского; в 1886 году защитил диссертацию «Значение осины в русском лесоводстве». С ноября 1886 года — ассистент кафедры лесоводства; в сентябре 1887 года был зачислен в Корпус лесничих.
В 1899—1891 годах изучал постановку лесного дела в Германии, Австрии, Франции, Швейцарии и по возвращении, с мая 1891 года был назначен начальником эксплуатационного отделения Лесного департамента Министерства земледелия и государственных имуществ; в 1893 году изучал лесотехническое производство в США и Канаде, после чего в 1894—1899 годах работал начальником статистического отделения департамента.
В 1895—1899 годах — редактор «Лесного журнала». В 1899 году основал еженедельник «Лесопромышленный вестник» и был его редактором до 1918 года. С 1900 года был председателем Московского лесного общества (с 1908 года — почётный член).
С января 1900 года — профессор, заведующий кафедрой лесоводства Московского сельскохозяйственного института (впоследствии — Петровская сельскохозяйственная академия) и, одновременно, заведующий учебно-опытной лесной дачей, рядом с которой он и был похоронен согласно завещанию (на территории Тимирязевского парка). Умер 30 мая 1926 года.

## Научная деятельность
Основным направлением его исследований было влияние лесов различного типа на скорость и направление ветра, на распределение летних и зимних осадков, на уровень грунтовых вод и режим рек, на температуру воздуха и т.д.
Он автор ряда работ по биологии леса, акклиматизации древесных пород, вопросам лесохозяйственного растениеводства, лесной технологии и лесной экономики.
В течение 25 лет (1901—1925) при кафедре лесоводства были выполнены и защищены 132 дипломные работы. Учениками Н. С. Нестерова были Г. Р. Эйтинген, К. В. Войт, В. П. Тимофеев.

### Избранные труды
- Бочвар А. М., Вильямс В. Р., Нестеров Н. С. [и др.] Руководство по товароведению с необходимыми сведениями из технологии : Ч. 1-3. — М.: Моск. практ. акад. коммерч. наук, 1906-1914.
  - Руководство по товароведению с необходимыми сведениями из технологии : Ч. 1-2. — 2-е испр. и доп. — М.: Моск. практ. акад. коммерч. наук, 1910-1913.
  - Руководство по товароведению с необходимыми сведениями из технологии : Ч. 1-2. — 3-е испр. и доп. — М.: Моск. практ. акад. коммерч. наук, 1913-1916.
- Нестеров Н. С. Влияние местопроисхождения семян на рост насаждения. — М.: типо-лит. т-ва И. Н. Кушнерев и К°, 1912. — 10 с. — (Отт. из журн. «Лесопром. вестн.» — 1912. — № 4).
- Нестеров Н. С. Значение осины в русском лесоводстве. — М.: тип. М. Г. Волчанинова, 1888. — 75 с. — (Отт. из «Изв. Петров. земледельч. и лесн. акад.»).
  - . — 2-е изд. — М.: тип. М. Г. Волчанинова, 1894. — 77 с. — (Отт. из «Изв. Петров. акад.» — 1888).
- Нестеров Н. С. Леса и наводнения : (Докл. в Моск. лесн. о-ве 19 янв. 1909 г.). — М.: типо-лит. т-ва И. Н. Кушнерев и К°, 1909. — 29 с. — (Отт. из журн. «Лесопром. вестн.» — 1909. — № 4).
- Нестеров Н. С. О влиянии леса на силу и направление ветра : [Докл. в Моск. лесн. о-ве 29 окт. 1907 г.]. — М.: типо-лит. т-ва И. Н. Кушнерев и К°, 1908. — 11 с. — (Отт. из журн. «Лесопром. вестн.» — 1908. — № 8, 9).
- Нестеров Н. С. Очерки по лесоведению : С 27 рис. в тексте. — Посмертное изд. — М.; Л.: Гослестехиздат, 1933. — 247 с.
- Нестеров Н. С. Производство деревянной обуви во Франции. — М.: Типо-лит. т-ва И. Н. Кушнерев и К°, 1916. — 32 с.
- Нестеров Н. С. Производство резонансов для музыкальных инструментов. — М.: Гос. изд-во, 1921. — 51 с.
- Нестеров Н. С. Сахарный клен и клено-сахарное производство в Северной Америке. — СПб.: тип. С.-Петерб. градоначальства, 1895. — 78 с.
- Нестеров Н. С. Фабрикация древесной стружки и её применение. — М.: тип. М. Г. Волчанинова, 1891. — 44 с.
  - . — М.: тип. М. Г. Волчанинова, 1894. — 41 с.
  - Производство древесной стружки и её применение. — М.: Гос. изд-во, 1920. — 44 с.
- Нестеров Н. С. Лесная опытная дача в Петровском Разумовском. — М.: Сельхозгиз, 1935. — 560 с. — 2000 экз.